# クリス・ワイルダー
クリストファー・ジョン・ワイルダー（Christopher John Wilder, 1967年9月23日 - ）は、イングランド・サウス・ヨークシャー州シェフィールド出身の元サッカー選手、サッカー指導者。シェフィールド・ユナイテッドFCの監督。

## 来歴

### 選手時代
1986年に地元のシェフィールド・ユナイテッドFCでプロデビュー。以降チャールトン・アスレティックFCなどでプレー。しかし、プレミアリーグでのプレー経験はなく。ロザラム・ユナイテッドFCなど下部リーグのチームを渡り歩き、2000-01シーズンにハリファックス・タウンAFCでプレーした後、33歳で引退した。

### 監督時代
2001年からアルフレトン・タウンFCで監督業を開始。その後ハリファックス・タウンやオックスフォード・ユナイテッドFCの監督を務め、2014年にノーサンプトン・タウンFCの監督に就任。2015-16シーズンはEFLリーグ2 (4部リーグ)で優勝に導いた。
2016年5月12日、シェフィールド・ユナイテッドFCの監督に就任。2016-17シーズンはEFLリーグ1 (3部リーグ)で優勝し、EFLチャンピオンシップ (2部リーグ)に導く。2017-18シーズンは10位で終え、翌2018-19シーズンは2位に入り、チームを2006-07シーズン以来のプレミアリーグ復帰に導いた。更に同シーズンのリーグ最優秀監督賞に選出。ジョゼップ・グアルディオラやユルゲン・クロップら、プレミアリーグで激しい優勝争いを繰り広げた両監督を抑えて、下部リーグの監督として異例の受賞となった 。更に同年12月には、BBCが選ぶ最優秀監督にも選出された。
選手時代を含めても初となったプレミアリーグとなった2019-20シーズンは、大方の予想を覆す大健闘を見せ、その闘いぶりが各方面で絶賛された。
2020年1月10日、シェフィールド・ユナイテッドと2024年までの延長契約に合意した。しかし、2020-2021シーズンは開幕ダッシュに失敗し、シーズン通して最下位に低迷。更に選手補強の面でのフロント陣との対立も表面化。結局、悪い流れを変えることは出来ず、2021年3月13日に辞任を表明した。
2023年3月7日、ワトフォードFCの監督に就任。同シーズンオフに解任された。
2023年12月5日、再びシェフィールド・ユナイテッドFCの監督に就任。

## 監督成績
2021年3月6日現在
| クラブ                         | 就任           | 退任          | 記録 | 記録 | 記録 | 記録 | 記録   |
| クラブ                         | 就任           | 退任          | 試   | 勝   | 分   | 敗   | 勝率   |
| ------------------------------ | -------------- | ------------- | ---- | ---- | ---- | ---- | ------ |
| ハリファックス・タウン         | 2002年7月2日   | 2008年6月30日 | 312  | 120  | 77   | 115  | 038.46 |
| オックスフォード・ユナイテッド | 2008年12月21日 | 2014年1月26日 | 269  | 121  | 70   | 78   | 044.98 |
| ノーサンプトン・タウン         | 2014年1月27日  | 2016年5月12日 | 126  | 61   | 28   | 37   | 048.41 |
| シェフィールド・ユナイテッド   | 2016年5月12日  | 2021年3月13日 | 227  | 106  | 47   | 74   | 046.70 |
| 合計                           | 合計           | 合計          | 934  | 408  | 222  | 304  | 043.68 |